# Antonio Ecarri Angola
Antonio Domingo Ecarri Angola (Valencia, 26 de abril de 1974) es un abogado y político venezolano. Ecarri fue concejal del municipio Chacao entre 2005 y 2013. Lidera el partido Alianza del Lápiz, y fue candidato a la alcaldía del Municipio Libertador de Caracas en las elecciones regionales de 2021. En 2024 participó como candidato a las elecciones presidenciales. Actualmente es diputado electo a la Asamblea Nacional de Venezuela. 

## Trayectoria
Ecarri es abogado, egresado de la Universidad de Carabobo en 1999, especializándose como abogado en derecho financiero y tributario en la Universidad Católica Andrés Bello en 2002.
Ecarri es fundador junto a Federico Uslar Braun de la Fundación Casa Arturo Uslar Pietri, una organización no gubernamental dedicada a promover la figura del intelectual y político venezolano Arturo Uslar Pietri, la cual fue fundada el 6 de noviembre de 2006. En 2010 fundó la Alianza del Lápiz, el cual, según su página web «surgió (...) como una plataforma de encuentro de organizaciones independientes de la sociedad civil que hacen vida principalmente en el Oeste de la ciudad de Caracas».

## Carrera política
Incursionó en la administración pública en 2003 como síndico procurador de la alcaldía de Chacao, bajo el gobierno de Leopoldo López, cargo que ocupó hasta 2005. En las elecciones municipales de 2005, se postuló a concejal del municipio Chacao por Primero Justicia, consiguiendo el asiento. Ecarri ocupó también la presidencia del concejo municipal.
Ecarri fue elegido candidato a diputado a la Asamblea Nacional por la Mesa de la Unidad Democrática en el circuito 2 en las elecciones parlamentarias del 26 de septiembre de 2010, en el oeste de Caracas, específicamente las parroquias 23 de Enero, Catedral, San Juan, Santa Teresa y Altagracia. Ecarri fue derrotado por el dirigente juvenil Robert Serra, del PSUV, quien obtuvo 71.339 votos, el 50%, frente a los 67.492 votos alcanzados por Ecarri, representando el 47%.
Ecarri se afilia a Proyecto Venezuela en 2012, partido del que se convierte en coordinador político nacional. Bajo la bandera de PV, Ecarri se postula como precandidato a la alcaldía del Municipio Libertador de Caracas en las primarias de la Mesa de la Unidad de 2012, buscando derrotar al diputado Ismael García, de Podemos y a Richard Blanco, de la Alianza Bravo Pueblo. García venció por un breve margen al obtener 81.635 votos, el 30,2%, por delante de Ecarri con sus 81.164 votos, el 30%. Ecarri desconoció los resultados y pidió un recuento que fue negado. Poco después, se retiró de la Mesa de la Unidad y se postuló como independiente, aunque bajó su candidatura antes de la elección.

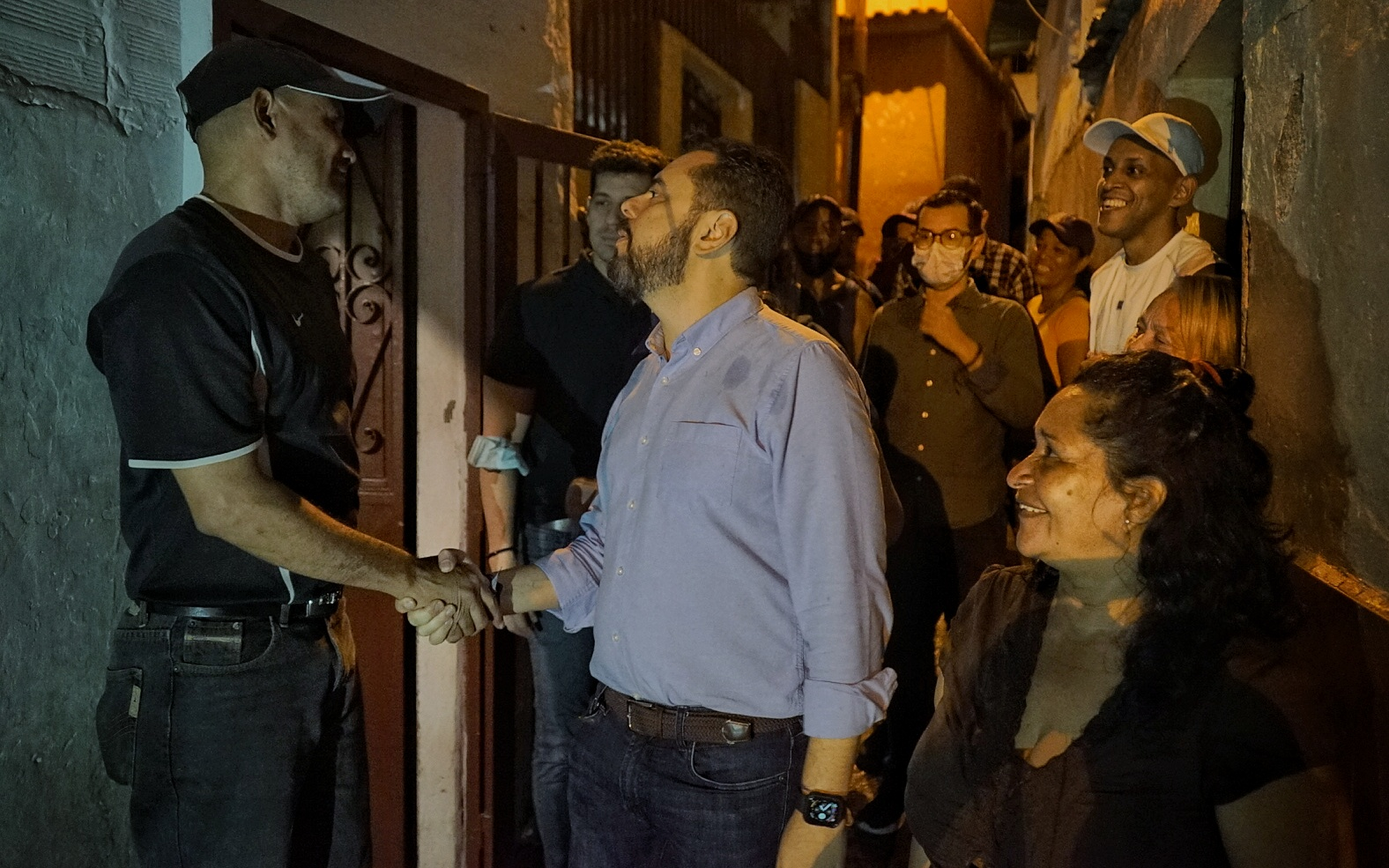
Ecarri (en el medio) durante la precampaña electoral de 2021.

En 2014 abandona Proyecto Venezuela para unirse a COPEI, siendo nombrado presidente de ese partido en Caracas. Es escogido por su partido para ser candidato a diputado nuevamente por el circuito 2 en las elecciones parlamentarias de 2015. El 7 de julio de 2015 es expulsado de la tolda verde por incurrir en «bigamia política», al ser dirigente de Lápiz y a la vez del partido verde. Dos días después, el 9 de julio, Ecarri retiró sus aspiraciones al parlamento.
Retirado de las campañas políticas, entre 2015 y 2021 Ecarri se dedicó principalmente al activismo político en la Alianza del Lápiz y al trabajo en la Fundación Uslar Pietri. En las elecciones regionales de 2021, Ecarri se postuló por segunda vez a la alcaldía del Municipio Libertador de Caracas por la Alianza del Lápiz, contando con el apoyo del partido Fuerza Vecinal, el cual gobierna en el este caraqueño, salvo en Sucre. Ecarri recibió algunas críticas por no ceder su candidatura ante Tomás Guanipa, candidato de la MUD, argumentando que los actuales políticos de la oposición tienen «un alto rechazo». Ecarri quedó de segundo lugar en las elecciones regionales con un 15.54%, quedando detrás de la actual alcaldesa de la capital, Carmen Meléndez, quien ganó con un 58.94% de los votos; no obstante, superó a su contrincante dentro de la oposición venezolana, Tomás Guanipa, quien obtuvo el 11.43% de los votos.

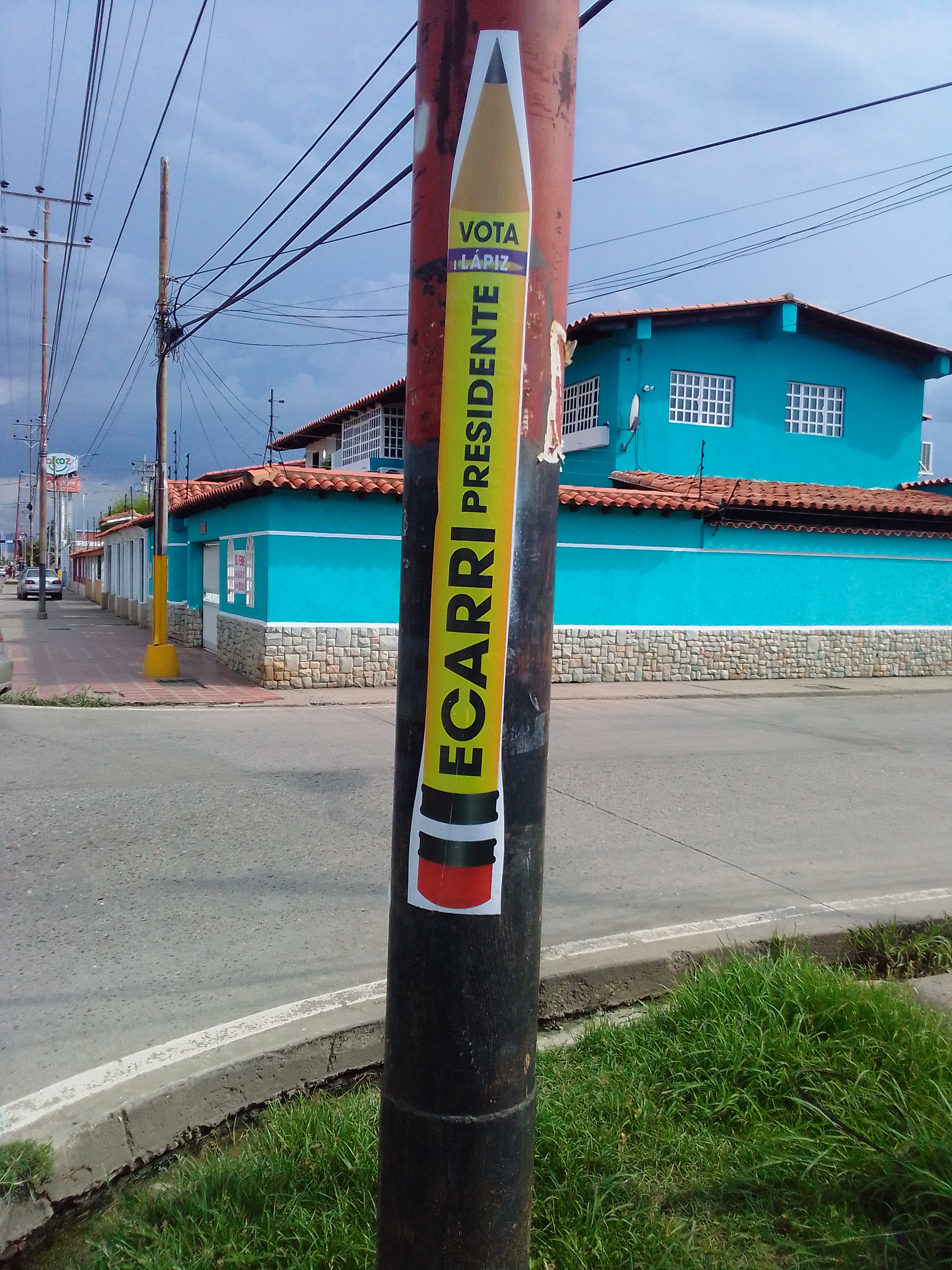
Propaganda electoral de Ecarri

En 2024, fue candidato a las Elecciones Presidenciales ha desestimado su participación en las elecciones primarias organizadas por la Mesa de la Unidad Democrática, cuestionando su credibilidad. Entre sus propuestas electorales, declaró que mantendría a Vladimir Padrino López como ministro de defensa de Venezuela en caso de ganar las elecciones presidenciales.
En marzo de 2024 se inscribió como candidato a las elecciones presidenciales, sin participar en las elecciones primarias de la Mesa de la Unidad Democrática. El 29 de julio fijó posición ante el Tribunal Supremo de Justicia para exigir al Consejo Nacional Electoral (CNE) para que se publiquen los resultados comiciales completos por cada mesa de cada centro de votación. "Venezuela merece tener resultados completos, verificables y confiables".
El 2 de agosto participa al llamado hecho por el TSJ en la sala electoral del Tribunal Supremo de Justicia a solicitud de un recurso de amparo interpuesto por Nicolás Maduro, donde Ecarri consignó sus observaciones al procedimiento judicial que se había puesto en marcha como un caso inédito. Apuntó que, a su juicio, “«quien está escurriendo el bulto es el CNE»”. «ni la represión ni la violencia son el camino para estabilizar una república, la estabilidad se obtiene con transparencia y rendición de cuentas, la voluntad popular es sagrada. El gobierno juega a la dilatación, la represión y al cansancio».
Ecarri obtuvo, de acuerdo al CNE el 0.94% del total de votos al 96.8% escrutados, por otra parte de acuerdo a la Plataforma Unitaria obtuvo el 0.47% del total de votos al 83.5% escrutados.
En las elecciones parlamentarias de 2025, Ecarri resultó electo como Diputado por la Lista Nacional para el período 2025-2030. 

## Vida personal
Ecarri es hijo de Antonio Ecarri Bolívar, actual vicepresidente de Acción Democrática y exembajador de Venezuela en España de 2019 a 2023.

## Críticas a las medidas del gobierno de los Estados Unidos
Ecarri ha señalado que las sanciones han sido utilizadas como excusa por el gobierno de Nicolás Maduro para ocultar la transparencia presupuestaria y fomentar la polarización. Propone que se elimine las sanciones a cambio de un régimen de transparencia, argumentando que estas medidas solo benefician a los extremistas dentro del Partido Socialista Unido de Venezuela (PSUV).